# Joe Rosenthal
Pour les articles homonymes, voir Rosenthal.
Joe Rosenthal (9 octobre 1911, Washington, DC – 20 août 2006 , Novato, Californie) est un photographe américain.
Il a reçu le Prix Pulitzer pour son cliché pris pendant la Seconde Guerre mondiale représentant des soldats hissant le drapeau américain sur l'île d'Iwo Jima (Raising the Flag on Iwo Jima).

## Biographie
Les parents de Joseph Rosenthal étaient des immigrants  juifs russes; cependant, il s'est converti au catholicisme durant sa jeunesse. Son intérêt pour la photographie a commencé comme un passe-temps à San Francisco, en Californie, au cours de la Grande Dépression, où il vivait avec son frère en recherchant du travail.
Après avoir gagné son premier appareil photo avec des bons-cadeaux, il pratique la photographie comme un loisir à San Francisco pendant la Grande dépression. Diplômé de l'Université de San Francisco, il commence sa carrière professionnelle en 1932 pour le compte du journal San Francisco News.
Réformé par l'armée américaine en raison de sa mauvaise vue, Rosenthal rejoint l'agence Associated Press (AP) et suit l'US Marine Corps dans le théâtre des opérations du Pacifique, pendant la guerre comme une sorte de « journaliste embarqué » avant la lettre.
Sa photographie de six hommes hissant le drapeau américain sur le mont Suribachi, le 23 février 1945 est devenue célèbre dans le monde entier. Rosenthal quitte l'Associated Press en 1945 et rejoint le journal San Francisco Chronicle, pour lequel il travaille pendant 35 ans. Il part à la retraite en 1981.
Rosenthal a été sollicité par les journalistes après les Attentats du 11 septembre 2001 pour commenter la photographie des pompiers prises par Thomas E. Franklin (en) (Raising the Flag at Ground Zero (en)) ; celle-ci représente en effet trois hommes hissant le drapeau américain sur les ruines du World Trade Center et fait penser à la photographie de Rosenthal.
Rosenthal meurt en 2006 dans sa maison de retraite de Novato, non loin de San Francisco.

## Photographie

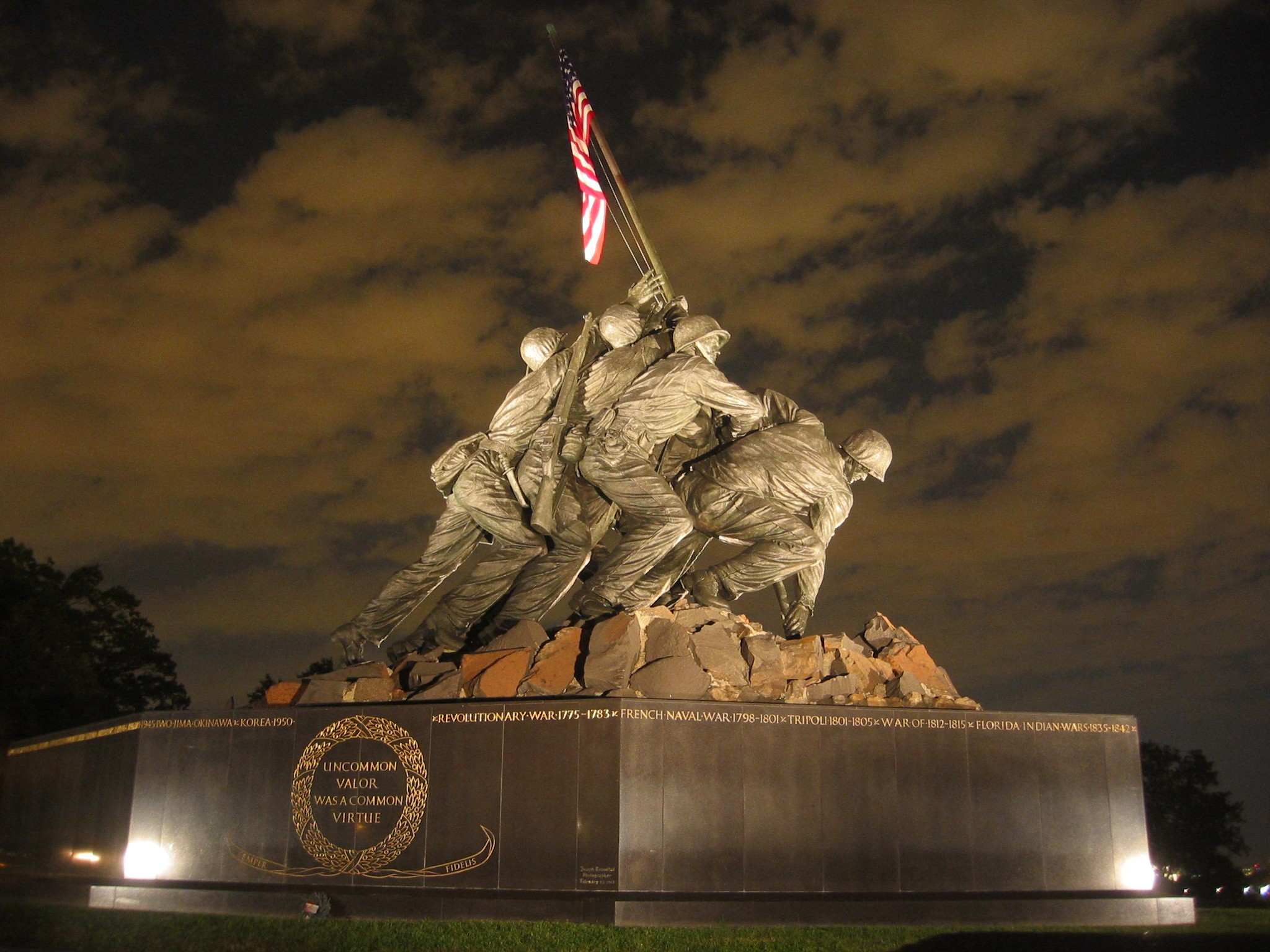
Le mémorial du cimetière d'Arlington, sculpté d'après la photographie de Joe Rosenthal

La photographie des soldats américains hissant le drapeau sur l'île japonaise d'Iwo Jima aurait été reproduite sur 3,5 millions de posters, 15 000 panneaux d'affichage, 137 millions de timbres. De l'avis même de Rosenthal, elle symbolisa pour le peuple américain le début de l'espoir dans une guerre contre le Japon qui paraissait perdue.
Depuis 1954, une sculpture monumentale, réalisée d'après la photographie, se dresse au cimetière national d'Arlington en Virginie.
Joe Rosenthal n'avait pas les droits sur sa photo et n'en a tiré aucun profit, sinon la gloire, mais il souffrit de la suspicion - encore partagée par beaucoup de spécialistes, - qu'il s'agissait d'une mise en scène, et fut contraint à passer les cinquante dernières années de sa vie à s'en expliquer et s'en défendre.
La scène avait pourtant été filmée par un sergent américain, Bill Genaust, tué neuf jours plus tard.
En octobre 2006, le réalisateur Clint Eastwood a sorti un film qui raconte, en reprenant scrupuleusement la version de Rosenthal, l'histoire de la bataille de Iwo Jima et des soldats qui levèrent la bannière étoilée (Mémoires de nos pères).
Timbres reproduisant la photographie d'Iwo Jima : 
- Antigua, 15 juin 2005 ;
- Belgique, 22 octobre 2001 ;
- Maldives, 17 novembre 1989 ;
- Îles Marshall, 19 février 1995 ;
- Îles Marshall, 12 mai 2008 ;
- Nicaragua, 24 janvier 1996 ;
- Ouganda, août 1995 ;
- États-Unis, 11 juillet 1945 ;
- États-Unis, 2 septembre 1995.

## Décorations
- Commandeur de l'ordre des Arts et des Lettres Il est fait commandeur le 11 septembre 1993[6].